# Ochna schweinfurthiana
Ochna schweinfurthiana är en tvåhjärtbladig växtart som beskrevs av F. Hoffm.. Ochna schweinfurthiana ingår i släktet Ochna och familjen Ochnaceae. Inga underarter finns listade i Catalogue of Life.